# Sextília (mare de Vitel·li)
Sextília (en llatí Sextilia) va ser una dama romana, mare de l'emperador Vitel·li i del cònsol Luci Vitel·li. Tàcit diu que era una dona virtuosa, com les antigues matrones romanes.
Es va casar amb el senador Luci Vitel·li, amic de l'emperador Claudi. El seu marit va morir l'any 52. Quan Vitel·li va marxar cap a Germània, Sextília i Gal·lèria Fundana, esposa del futur emperador, es van quedar a Roma, on la sogra va ajudar econòmicament a la seva jove, en mala situació per les despeses bèl·liques del marit. L'any 69, després de la mort de Galba, les legions de Germània van proclamar Vitel·li emperador. Quan Otó també es va declarar emperador, Sextília i Gal·lèria es van trobar en perill, però Vitel·li va escriure una carta al germà d'Otó dient que si les feia res, el mataria. Però quan Vespasià es va proclamar emperador, la majoria de les tropes de Vitel·li van desertar.
Suetoni explica que Vitel·li va deixar morir de fam a la seva mare per seguir una predicció que li havia fet una dona de la tribu dels Cats. L'auguri li vaticinava un regnat llarg i pròsper si sobrevivia a la seva mare.